# Syngonium sparreorum
Syngonium sparreorum är en kallaväxtart som beskrevs av Thomas Bernard Croat. Syngonium sparreorum ingår i släktet Syngonium och familjen kallaväxter. Inga underarter finns listade.